# International Security Assistance Force
International Security Assistance Force (ISAF) var, indtil 28. december 2014, en international militærstyrke under NATO-kommando i Afghanistan. Styrken blev oprettet i december 2001 på baggrund af en FN-resolution, efter Taliban var blevet fjernet fra magten. Styrken bestod (april 2010) af ca. 102.500 mand . De første år var styrken kun til stede i den nordlige del af landet, men siden sommeren 2006 har man udvidet området, så ISAF har tropper i hovedparten af Afghanistan. Dette har medført, at styrken er kommet i direkte kamp med Taliban, med tab på begge sider til følge.

## Deltagende nationer
Alle NATO-medlemslande deltager med tropper i ISAF, ligesom andre lande uden for NATO deltager eller har deltaget. 46 lande deltager med tropper.
ISAF var i december 2009 støttet af 101.130  tropper fra den afghanske hær samt 96.380  afghanske politifolk, som det britiske forsvarsministerium har beskrevet som "fuldt udstyrede og uddannede". Andre kilder siger, at særligt politifolkene i Afghanistan er dårligt trænet og udrustet.

## Danske styrker på udlån til ISAF
Danmark deltog med 750 soldater. Danmark har med en bataljonskampgruppe kommandoen over både britiske og afghanske hærenheder, i det som benævnes Battle Group Center, underlagt Task Force Helmand. De danske soldater opererer i flere baser tæt på frontlinjen i den såkaldte Green Zone, langs Helmand-floden. De danske soldater er jævnligt i hårde kampe med Taliban og har lidt de hårdeste tab i Afghanistan blandt de deltagende lande, målt i forhold til de enkelte landes indbyggere.
Danske hærofficerer på udlån til ISAF, overtog kommandoen for Battle Group Center i oktober 2007, og har siden gennem hårde kampe flyttet fronten yderligere 4 km nordpå mod Sangin.
| Kunduz Fayzabad Samangan Puli Khumri MeS Maymana Qala i Naw Herat Chaghcharann Farah Lashkar Gah Kandahar Tarin Kowt Qalat Sharan Ghazni Khost Jalalabad Asadabad Nuristan Gardēz Kabul Vardak Bagram Logar Mether Lam Panjshir Lande som deltager med flest soldater i ISAF-styrkerne i Afghanistan. Stort flag svarer til de såkaldte 'Større Manøvre'-enheder (700 tropper eller flere). (Kilde: International Security Assistance Force (ISAF): Facts and Figures,16. april 2010.) | \| Land \| Tropper \| \| -------------- \| ------- \| \| USA \| 62415 \| \| Storbritannien \| 9500 \| \| Tyskland \| 4665 \| \| Frankrig \| 3750 \| \| Italien \| 3300 \| \| Canada \| 2830 \| \| Polen \| 2500 \| \| Holland \| 1885 \| \| Tyrkiet \| 1795 \| \| Australien \| 1550 \| \| Spanien \| 1270 \| \| Rumænien \| 1010 \| \| Danmark \| 750 \| \| Belgien \| 590 \| \| Bulgarien \| 525 \| \| Sverige \| 485 \| \| Norge \| 470 \| · |
| Land | Tropper |
| USA | 62415 |
| Storbritannien | 9500 |
| Tyskland | 4665 |
| Frankrig | 3750 |
| Italien | 3300 |
| Canada | 2830 |
| Polen | 2500 |
| Holland | 1885 |
| Tyrkiet | 1795 |
| Australien | 1550 |
| Spanien | 1270 |
| Rumænien | 1010 |
| Danmark | 750 |
| Belgien | 590 |
| Bulgarien | 525 |
| Sverige | 485 |
| Norge | 470 |

## Eksterne henvisning
- Wikimedia Commons har flere filer relateret til International Security Assistance Force